# Postclassique mésoaméricain

Extension géographique maximale de la Mésoamérique, située à l'échelle du continent américain.

L'époque postclassique est une des subdivisions chronologiques traditionnellement utilisées depuis la seconde moitié du XXe siècle pour la périodisation de la Mésoamérique.
Le postclassique se subdivise en deux sous-périodes. La première, appelée postclassique ancien, s'étend du Xe au XIIIe siècle, et se caractérise par une grande instabilité politique, un fort mouvement de militarisation de la société, à la suite de l'abandon de nombreuses importantes cités lors de la période précédente, l'épiclassique, et de nombreuses migrations, avec notamment l’incursion de peuples d'agriculteurs et de chasseurs-cueilleurs au nord de la Mésoamérique.
La seconde période, appelée postclassique récent ou postclassique tardif, correspond à la fin de l’histoire de la Mésoamérique, qui se conclut par la conquête espagnole. Elle est marquée par une uniformisation culturelle, en particulier dans l’aire nahua, et l'émergence de grands empires tributaires dans le centre du Mexique, avec en particulier, au XIVe siècle, ceux des Aztèques et des Tarasques.

## Chez les Mayas

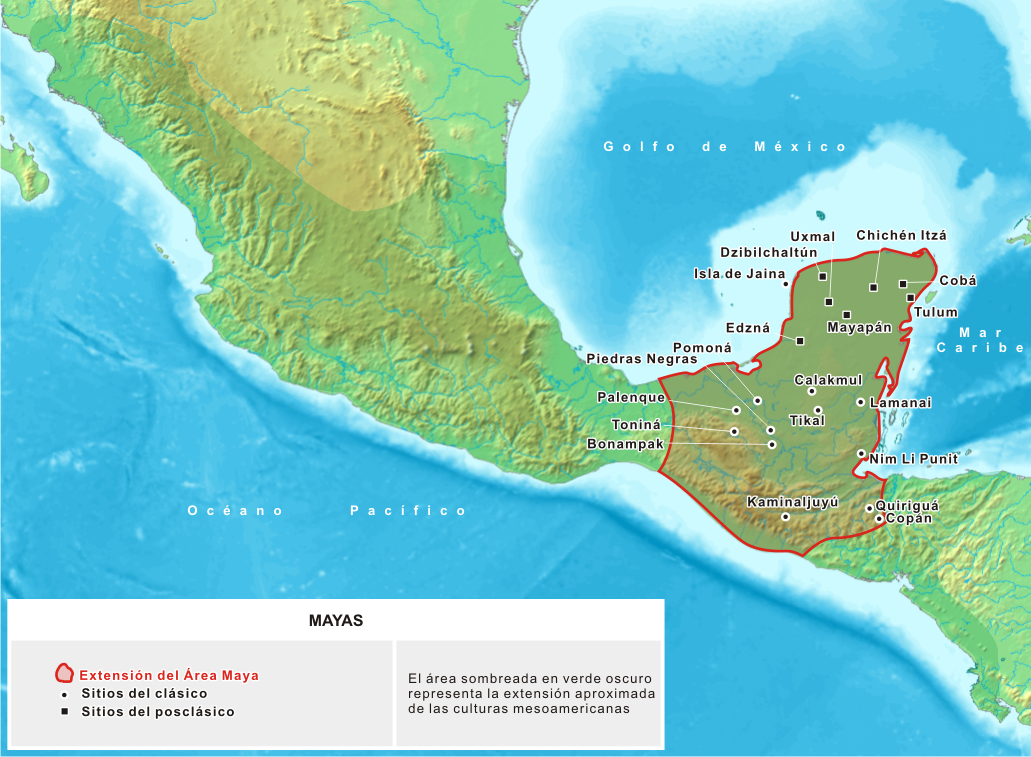
Les sites mayas de la période postclassique sont indiqués par des carrés noirs.

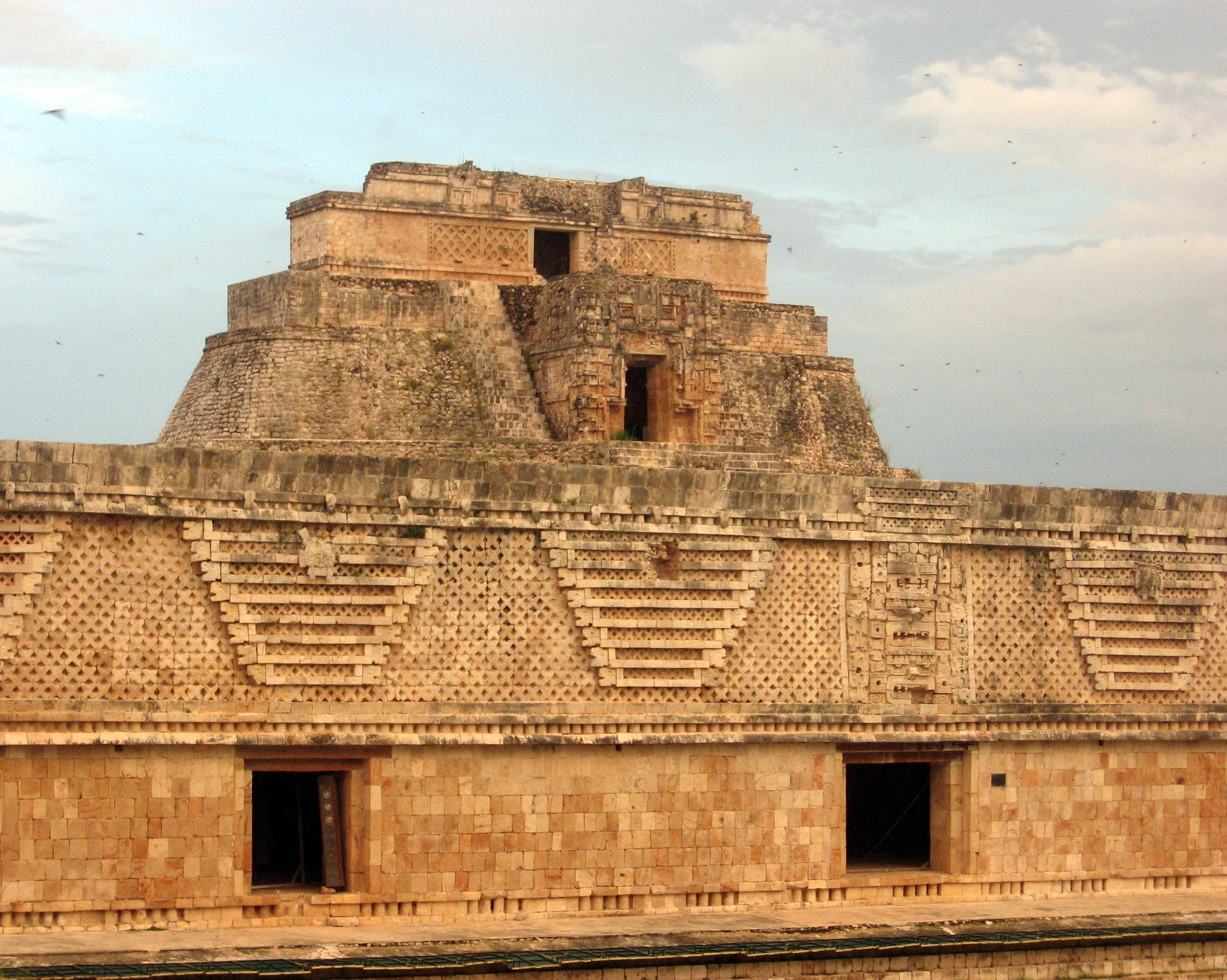
Architecture de style puuc d'Uxmal.

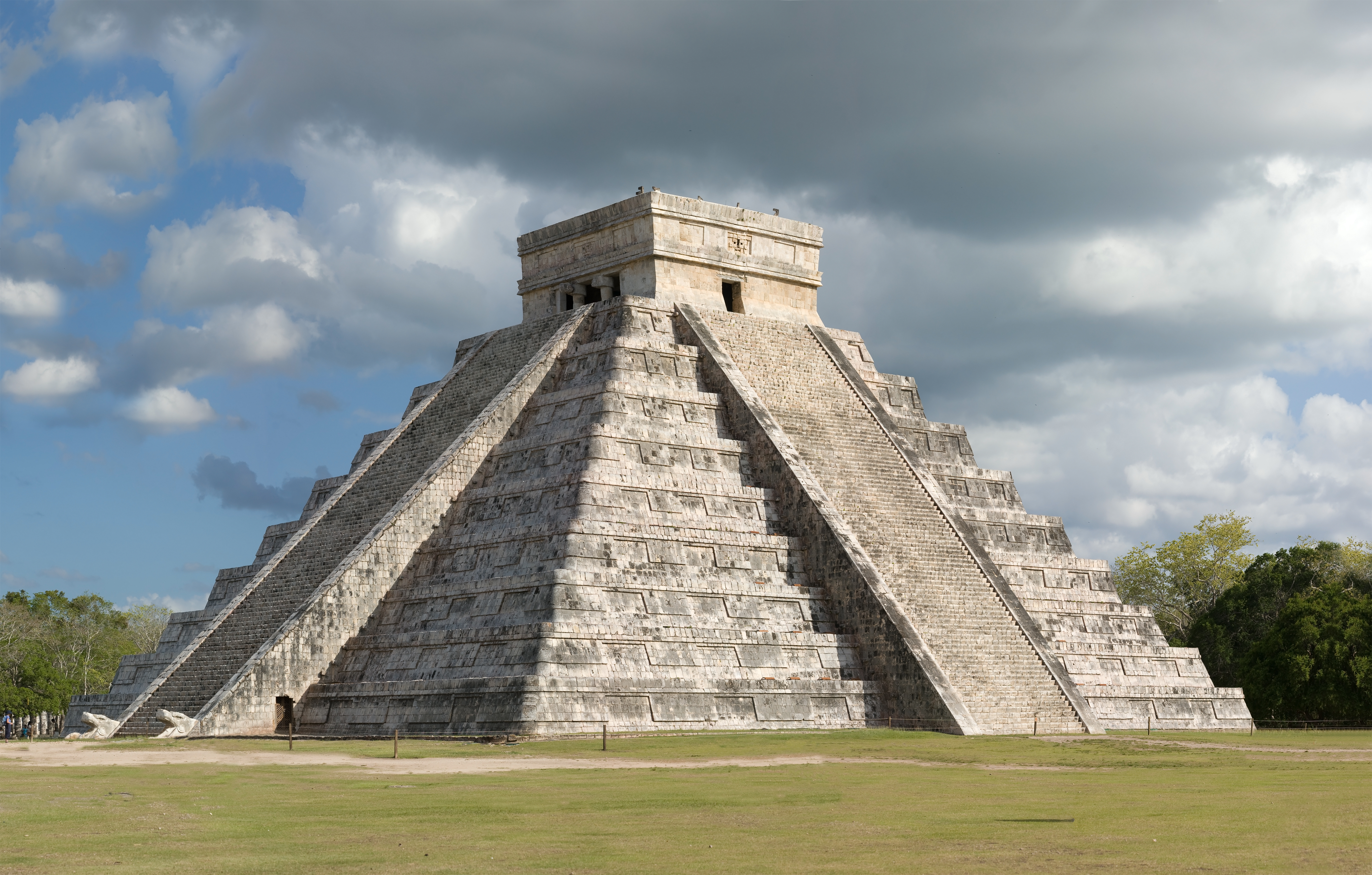
Chichén Itzá.

Dans la zone maya, le Yucatan prend le relais des Basses-Terres centrales. On peut penser qu'il bénéficie d'un apport de population en provenance des Basses-Terres du sud. Des cités comme Uxmal et Labna développent un style régional appelé « puuc ». Au Xe siècle, la cité de Chichen Itza domine la région. Les ressemblances frappantes entre les monuments de Chichen Itza et ceux de Tula ont donné naissance à la fameuse théorie de l'«invasion toltèque» au Yucatan. Si les contacts entre le Mexique central et la zone maya ne font aucun doute, de plus en plus de spécialistes remettent en question cette invasion, admettant simplement qu'on ne dispose pas de réponse à la question pour le moment. Le déclin de Chichen Itza s'amorce au XIe siècle. Après sa défaite vers 1220 par la cité de Mayapan, cette dernière prend la tête d'une confédération qui domine la péninsule du Yucatan. Les Livres de Chilam Balam relatent la chute de Mayapan au XVe siècle. Cet événement marque le début d'un émiettement politique qui dure jusqu'à la conquête espagnole.
Dans les Hautes-Terres mayas, des élites se réclamant des «Toltèques» fondent des royaumes conquérants, dotés d'une direction collégiale, où l'influence culturelle mexicaine est sensible. Le principal de ces royaumes est celui des Quichés, auxquels nous devons notre principale source écrite sur la religion maya, le Popol Vuh. Au XVe siècle, les Cakchiquels leur disputent l'hégémonie sur les hautes-Terres.

## En Oaxaca: la Mixteca

La Mixteca à l'époque postclassique

Autour de la partie occidentale de l'Oaxaca s'étend la Mixteca, territoire des Mixtèques, un peuple apparenté linguistiquement à leurs voisins zapotèques. Relativement mal connus à l'Époque classique, ils s'affirment au Postclassique. Leur histoire nous est connue par des documents ethnohistoriques, la série des codex dits «mixtèques».
Ils étaient divisés en cités-états militaristes qui se faisaient la guerre et pénétrèrent le territoire des Zapotèques, dont ils réutilisèrent les tombes à Monte Albán (phase V). Les modalités de cette pénétration sont mal connues et font l'objet de débats opposant les tenants d'invasions mixtèques à ceux d'une persistance de la culture zapotèque avec une infiltration mixtèque, notamment par le biais de mariages princiers, accompagnée d'échanges qui rendent les deux cultures difficiles à distinguer à cette époque dans la vallée d'Oaxaca.
Les Mixtèques apportèrent une contribution importante à l'histoire des arts mésoaméricains dans le domaine de la céramique, des mosaïques en turquoise, et surtout de l'orfèvrerie, dont la technique leur serait parvenue du Pérou.

## Au Mexique central

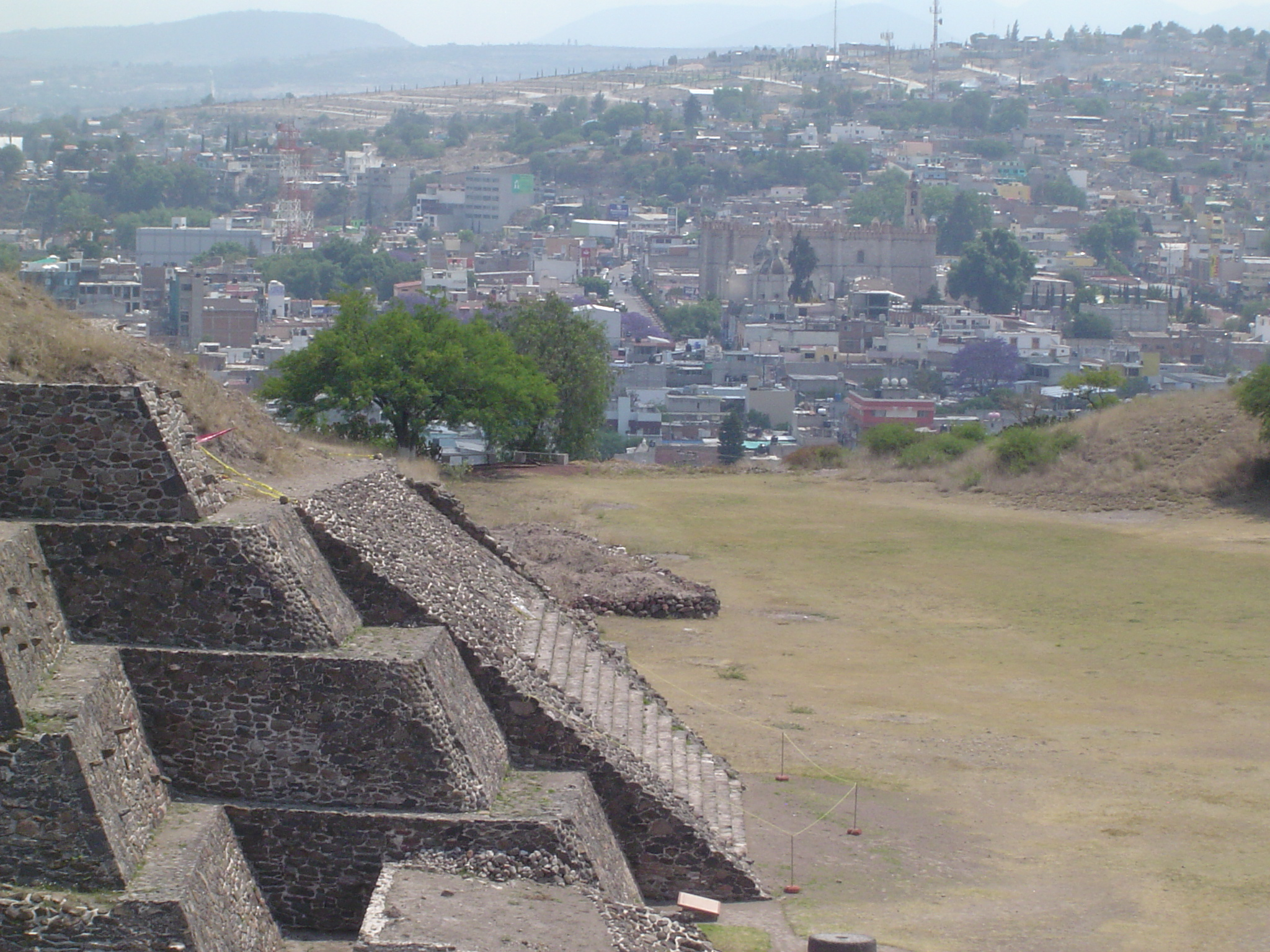
Zone archéologique de Tula.

Dans le Mexique central, du chaos de la fin du Classique émergent les Toltèques, venus du nord comme tous les envahisseurs. Ils établissent leur capitale à Tula. Selon la tradition, ils auraient été menés par un chef appelé Mixcoatl, dont le fils, Topiltzin, aurait donné naissance aux légendes de Quetzalcóatl. Au Postclassique récent, Tula s'écroule au XIIe siècle sous les coups de nouvelles vagues chichimèques venues du nord. Cette situation engendre un nouvel émiettement politique. Des groupes toltèques émigrent vers la vallée de Mexico, où ils fondent de petits États, tels que Xochimilco ou Azcapotzalco. Ils sont suivis par des bandes de Chichimèques, auxquels on doit la fondation de Texcoco. À partir du XVe siècle, la scène est dominée par l'émergence des Aztèques ou Mexicas, les derniers arrivés des Chichimèques, dont les origines se perdent dans les brumes légendaires et que ses pérégrinations ont amené dans la vallée de Mexico. Après des débuts pénibles, en un peu moins d'un siècle, ils bâtissent un empire qui s'étend du golfe du Mexique jusqu'à l'océan Pacifique. Ils se veulent les héritiers de Teotihuacan et surtout des Toltèques. Le royaume tarasque au Michoacán est la seule puissance à résister aux Aztèques, et même à rivaliser avec eux.

## Conquête espagnole
L'irruption des conquistadors espagnols sur la côte du Golfe du Mexique en 1519 mit brutalement fin au développement des sociétés mésoaméricaines. Après la destruction de Tenochtitlan par Hernan Cortés et ses alliés indiens tlaxcaltèques, les Espagnols étendirent rapidement leur domination sur l'ensemble de la Mésoamérique.
Les Mayas du Yucatan leur opposèrent une résistance farouche jusqu'en 1546. À la place des sociétés indigènes s'installa ensuite une société métisse, la société coloniale espagnole. Seul le petit royaume maya de Tayasal, protégé par les jungles du Petén, perpétua la culture indigène jusqu'à sa destruction par les Espagnols en 1697.